# Oxytropis prenja
Oxytropis prenja là một loài thực vật có hoa trong họ Đậu. Loài này được (Beck) Beck miêu tả khoa học đầu tiên.